# Chlorostilbon russatus
Esmeralda-acobreada ou esmeralda-bronzeada (Chlorostilbon russatus) é uma espécie de ave da família Trochilidae (beija-flores).
Pode ser encontrada nos seguintes países: Colômbia e Venezuela.
Os seus habitats naturais são: regiões subtropicais ou tropicais húmidas de alta altitude e florestas secundárias altamente degradadas.